# Nicola Grassi

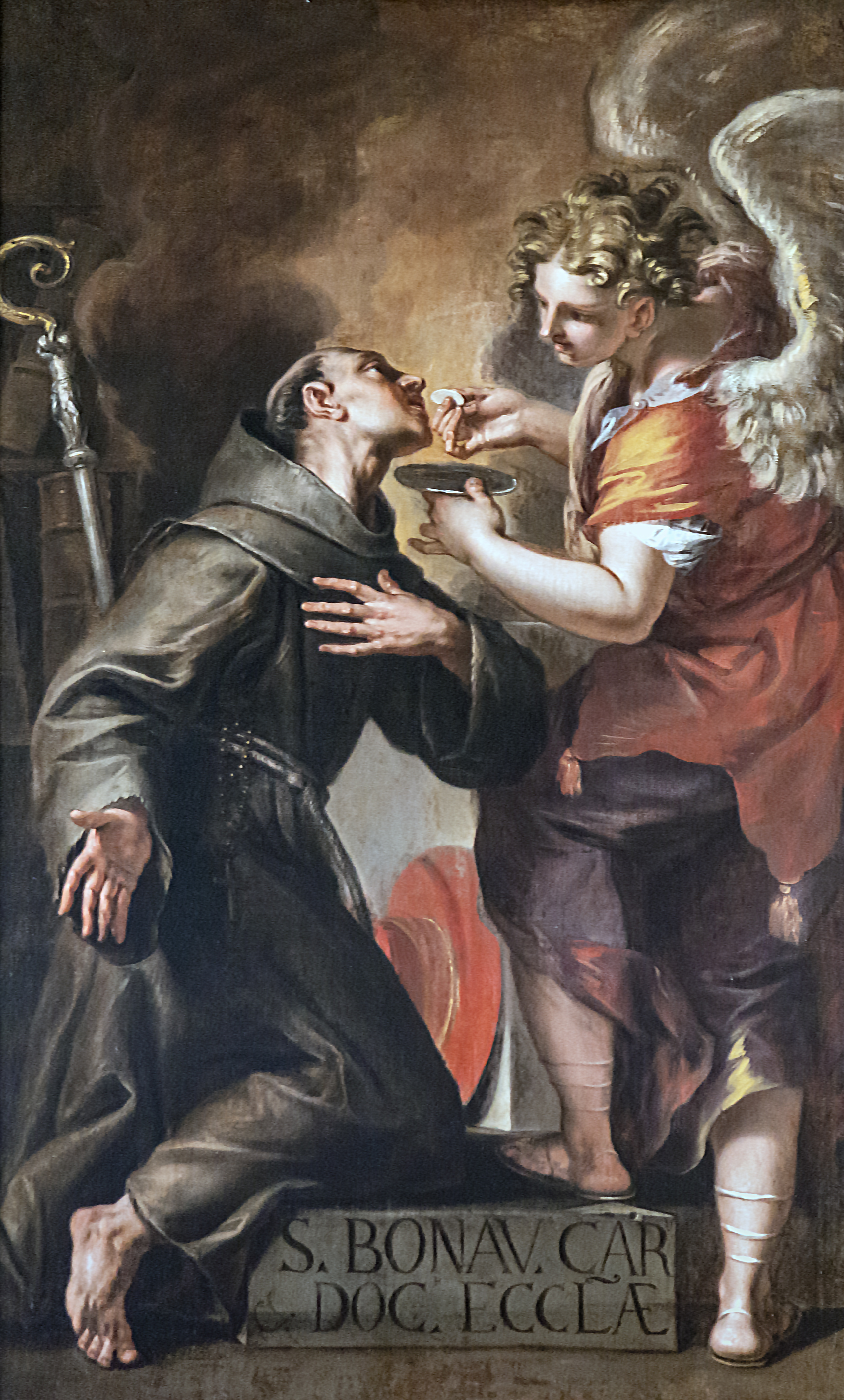
La comunione di San Bonaventura, Chiesa di San Francesco della Vigna, Venezia

Nicola Grassi (Zuglio, 7 aprile 1682 – Venezia, 6 ottobre 1748) è stato un pittore italiano.

## Biografia
Personaggio riscoperto nella prima metà del Novecento dagli storici dell'arte, che ne hanno evidenziato un certo percorso variegato e complesso, aderente a varie relazioni culturali, ma espresso tramite un linguaggio personale, originale, che si può inserire, a pieno titolo, nella grande corrente pittorica veneziana del Settecento.
Nacque nel paesino carnico di Formeaso di Zuglio dal sarto Giacomo e Osvalda Paulini. La famiglia si trasferì presto a Venezia, dove tra il 1694 ed il 1698 nacquero le sorelle e fratelli minori.
Fu ritenuto a lungo allievo del friulano Antonio Carneo, poi del ritrattista Nicolò Cassana (di origini genovesi ma nato a Venezia), tuttavia il fatto che il padre già pagasse nel 1691 una tassa all'arte dei sartori veneziani fanno convergere gli studiosi all'unico alunnato presso il Cassana.
Le sue opere d'esordio si ispirarono allo stile patetico-chiaroscurale della scuola Bencovich-Piazzetta, come ben esplicitato dai Profeti ed Evangelisti (1715-1716) nei pennacchi dell'Ospedaletto di Venezia, similmente ad alcuni lavori del Tiepolo eseguiti nella stessa chiesa.
Questo primo periodo artistico, improntato ad un gusto drammatico, caratterizzato da atmosfere profonde, scure, tenebrose e da una forma minimizzata fin quasi da raggiungere l'astratto, come dimostrarono il Lot con le figlie del Museo di Udine e il Sant'Antonio già Brass, terminò nel 1722, grazie ad un rinnovamento nei colori, sempre più brillanti, e nei collegamenti, sempre più vivaci, che orientò il Grassi verso una tendenza rococò, in perfetta aderenza con il lirismo di Giovanni Battista Pittoni.
Influenze pittoniane si possono notare anche nel decennio seguente, come nel caso del Redentore e gli Apostoli del duomo di Tolmezzo, impreziosito dal gioco cromatico e da quello formale.
Dopo un triennio trascorso a Torino, dal 1726 rientrò a Venezia, incluso nella fraglia fino al 1747.
Verso il 1730 Grassi attuò una nuova fase pittorica, come nel caso della Pietà alla parrocchiale di Endenna (1731), caratterizzata da un cromatismo sempre più chiaro e delicato, ispirato da Pellegrini e da forme di matrice guardesca, in aggiunta a elementi stabilmente rococò, riuscendo tuttavia a mantenere una certa originalità e inventiva.
In questo suo ultimo periodo, sicuramente il più espressivo, realizzò le tele della parrocchiale di Sezza (Rebecca al pozzo, Giacobbe che pianta le verghe), il Transito di san Giuseppe (Collezione Callegaris) e la magnifica Adorazione dei Magi (Museo di Udine), ma anche diverse opere alla Villa del Conte a Padova.
Significativi e di alto livello artistico furono anche i ritratti, profondi, ingegnosi e originali, ricchi di caratteri individuali e sociali, che influenzarono le opere del miniatore polacco Karl Bechon.
Complessivamente di lui rimangono numerose opere ad Ampezzo, Muina, Sezza, Cabia (Arta Terme), Tolmezzo e nel museo di Udine. Suoi affreschi anche in diversi palazzi di Gorizia.

## Opere

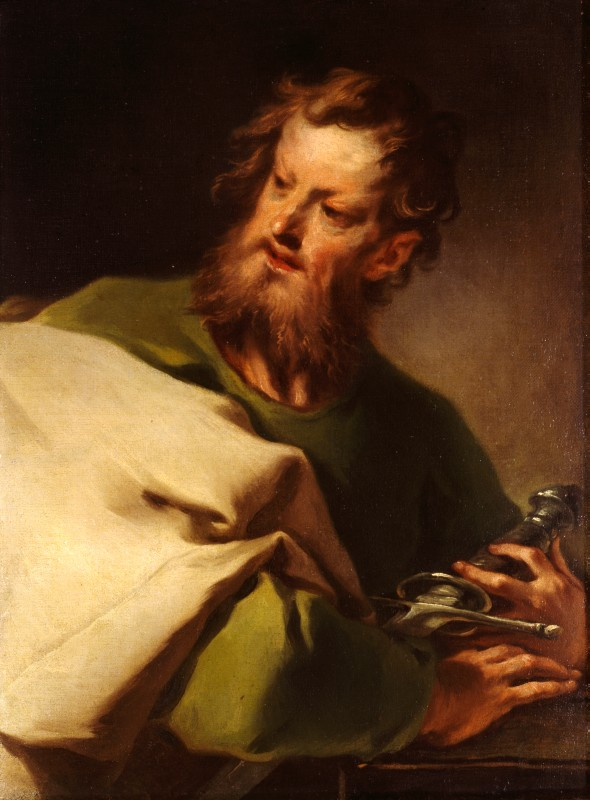
San Paolo apostolo (Fondazione Cariplo)
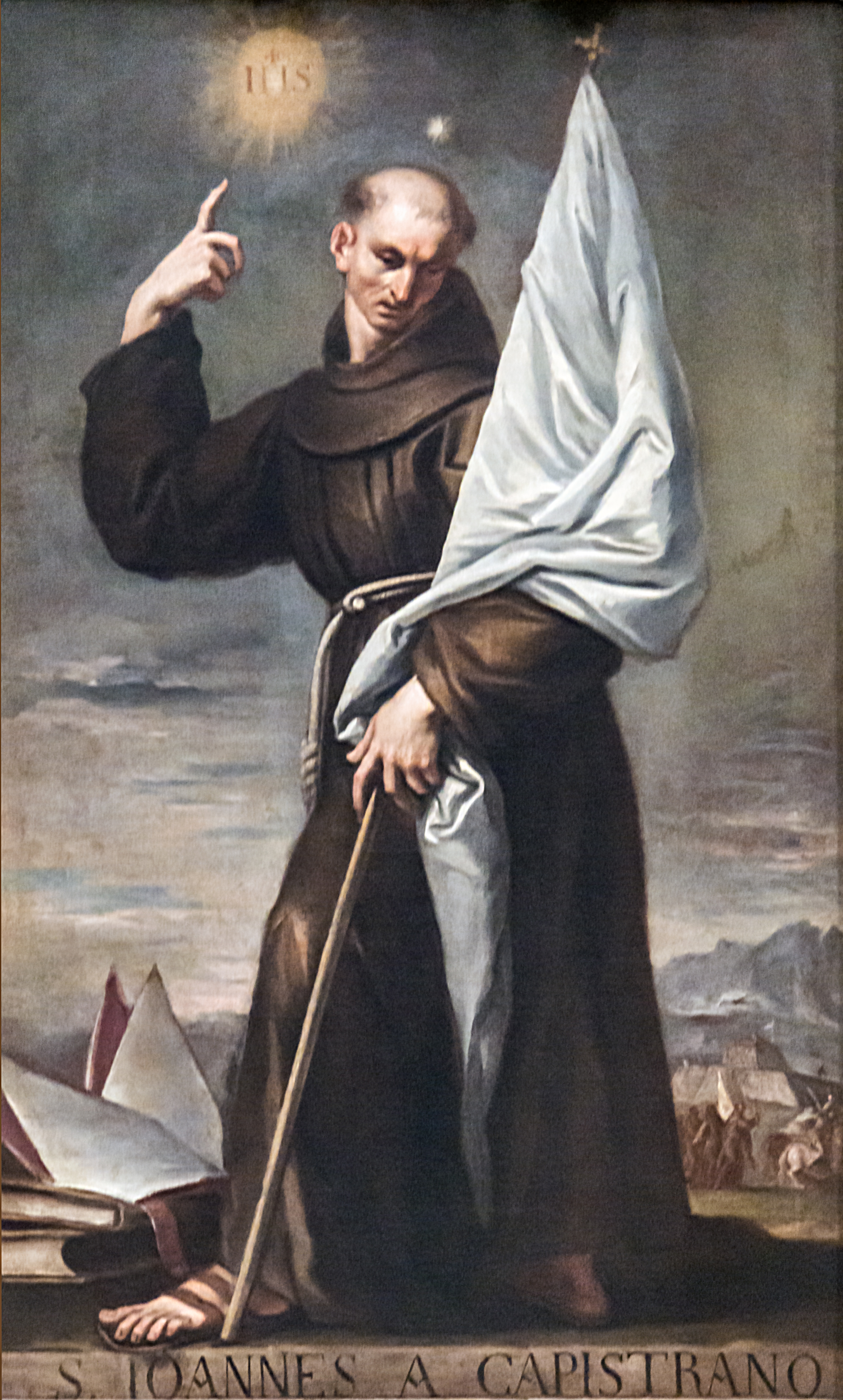
Giovanni da Capestrano
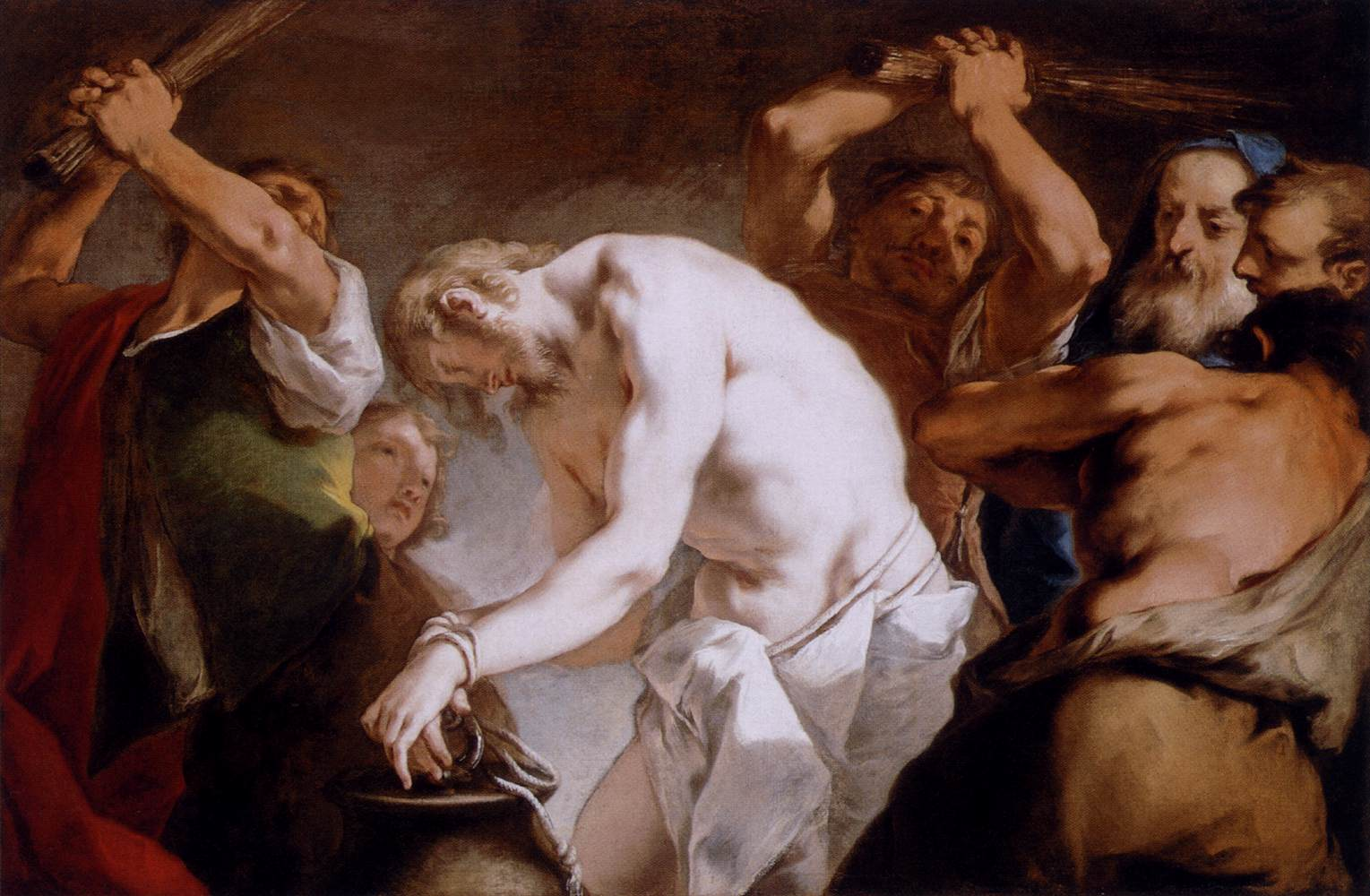
Flagellazione di Cristo
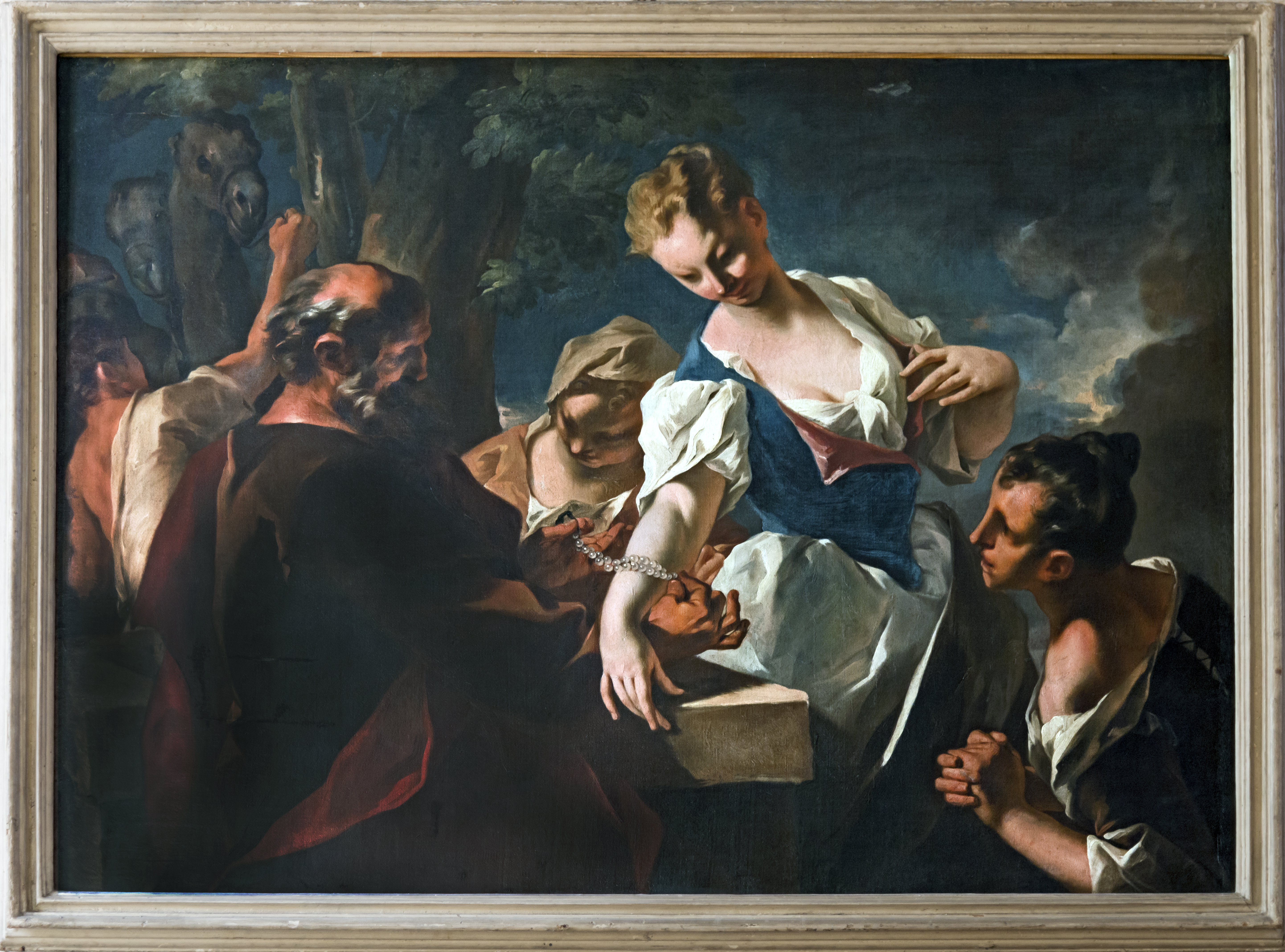
Rebecca al pozzo
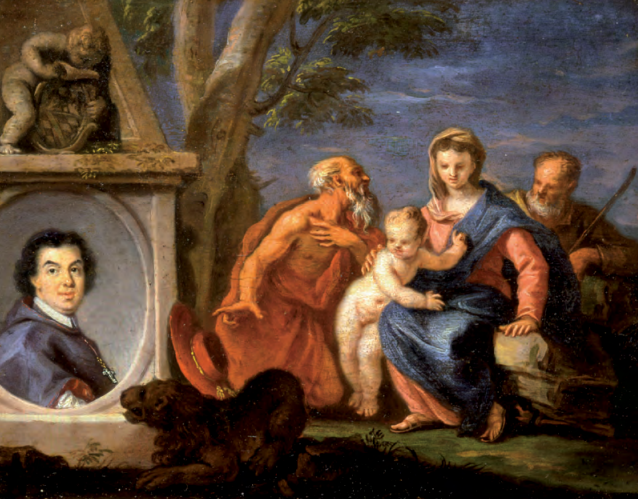
Ritratto di Girolamo Mattei con la Sacra Famiglia e San Girolamo